# Trinidad och Tobago
Trinidad och Tobago, formellt Republiken Trinidad och Tobago, är en stat som består av två stora och 21 små öar i Västindien: Trinidad och Tobago. Ön Trinidad ligger 10 kilometer utanför Venezuelas kust. Tidigare var denna republik en brittisk koloni.
Huvudstaden, Port of Spain, som är landets tredje största stad, ligger på Trinidad, liksom den näst största staden San Fernando. Tobagos administrativa centrum är staden Scarborough.
Trinidads yta är 4 828 km² och Tobagos 300 km². Landets högsta berg är 940 meter högt.
Klimatet är varmt hela året, med en lufttemperatur som varierar mellan 23 och 32 °C. Det finns två årstider; den torra säsongen mellan januari och maj, och den regniga mellan juni och december. Den genomsnittliga årsnederbörden är 2 000 mm. Dygnet har i genomsnitt 11 ljusa timmar.

## Etymologi
Namnet Trinidad kommer av det spanska ordet 'treenighet' (Trinidad var spanskt fram till år 1797). Ön Tobagos namn kommer av taíno-språkets tabago eller tabako, som betecknar rör av bambu eller majsblad, där man lade torkade blad som man skulle röka. Samma ursprung har också ordet tobak.

## Historia
Innan öarna upptäcktes av Christofer Columbus 1498 beboddes de av kariber och arawaker. Trinidad var spansk koloni från 1400-talet tills den intogs av britterna 1797. Under den spanska tiden flyttade många fransmän, som flydde undan den franska revolutionen, till Trinidad. Även franska plantageägare från de franska kolonierna Martinique och Guadeloupe kom till Trinidad, där de började odla sockerrör, kaffe och kakao. De tog med sig sina afrikanska slavar.
Tobago har varit koloni åt Spanien, Nederländerna, Kurland (del av nuvarande Lettland), Frankrike och Storbritannien.
Trinidad blev brittisk koloni 1802 och Tobago 1814. De sammanfördes till en administrativ enhet av britterna den 1 januari 1899.
Slaveriet förbjöds i mitten av 1800-talet, vilket ledde till brist på arbetskraft inom jordbruket. Det medförde en arbetskraftsinvandring av indier, kineser och portugiser. I början av 1900-talet kom även invandrare från Syrien och Libanon.
I början av 1900-talet började man utvinna petroleum på Trinidad och senare även naturgas.
Trinidad och Tobago var mellan 1958 och 1962 en del av den Västindiska Federationen, som var ett brittiskt försök att skapa en enad ekonomiskt oberoende stat i Karibien. Trinidad och Tobago återinträdde dock som brittisk koloni för en kort tid efter federationens upplösning den 31 maj 1962 innan landet blev helt självständigt den 31 augusti 1962 och blev en republik den 1 augusti 1976.

## Geografi

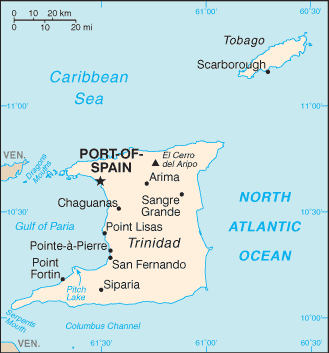
Trinidad och Tobago

Trinidad och Tobago är de sydligaste öarna i Antillerna, precis norr om det sydamerikanska fastlandet. Landet består av två huvudöar, Trinidad och Tobago, samt 21 mindre öar, bland andra Chacachacare, Monos, Huevos, Gaspar Grande, Little Tobago och Saint Giles. 
Även om öarna ligger precis norr om Sydamerika ses ofta Trinidad och Tobago som ett nordamerikanskt land, eftersom det tillhör Västindien.

### Topografi och hydrografi

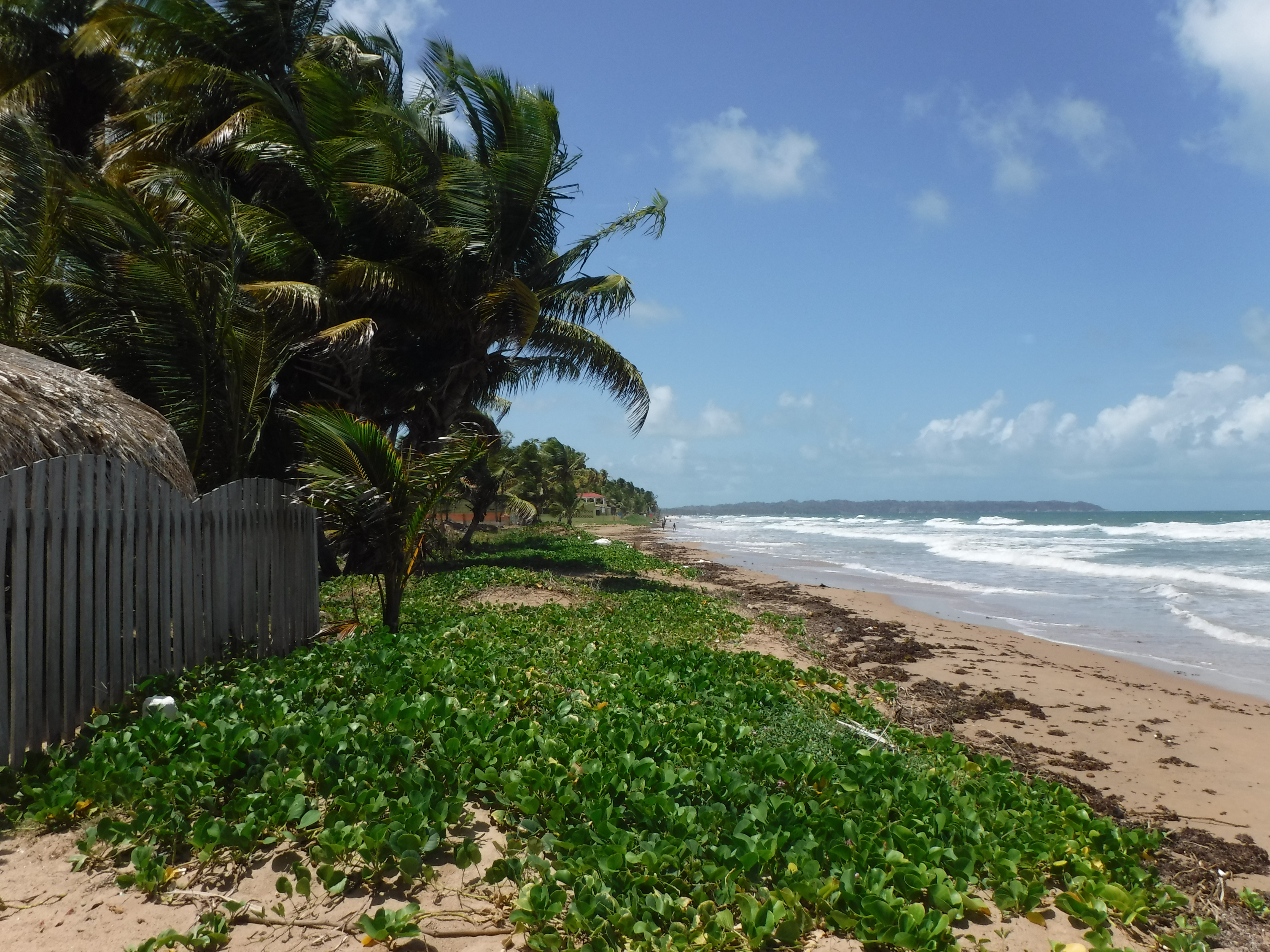
Vegetation längs med strandlinjen vid Mayaro Bay på Trinidad.

Öarnas terräng består av en blandning av berg och slättland. Den högsta punkten finns i norra bergskedjan vid El Cerro del Aripo, som når 940 meter över havet. 

### Klimat
Landet åtnjuter ett tropiskt klimat, och det finns två årstider. Torrsäsongen under årets sex första månader samt våtsäsongen under resterande delen av året. Det blåser främst från nordöst. Till skillnad från många andra öar i Västindien har landet undsluppit många förödande orkaner, såsom orkanen Ivan, vilken passerade nära öarna i september 2004.

## Styre och politik

### Författning och styre
Trinidad och Tobago är en parlamentarisk republik med presidenten som statschef och premiärministern som regeringschef. Presidenten väljs indirekt på ett 5-årigt mandat av ett elektoralkollegium av utvalda ledamöter av senaten och representanthuset. Presidenten utser premiärministern, vanligtvis från det parti som är i majoritet i representanthuset. Regeringen utses bland parlamentsledamöter. Parlamentet är en tvåkammarförsamling som består av senaten (överhuset) och representanthuset (underhuset). Senaten har 31 ledamöter med 5-åriga mandat, varav 16 utses av det styrande partiet, 9 av presidenten och 6 av oppositionspartiet. Representanthuset har 41 ledamöter, också med 5-åriga mandat, som är direkt valda i enmansvalkretsar i relativa majoritetsval. Tobago har också ett eget parlament (Tobago House of Assembly) med 16 ledamöter med 4-åriga mandat. 12 av ledamöterna är direkt valda av folket i majoritetsval, 3 utses av ledaren för majoritetspartiet (benämns Chief Secretary) och 1 genom rådgivning från ledaren för oppositionspartiet. Tobago House of Assembly inrättades 1980 för att bättre kunna administrera Tobago och har hand om 33 budgetområden, bland annat turism, fiske, jordbruk, kultur och infrastruktur.

### Administrativ indelning
Trinidad och Tobago är indelat i nio regioner, två städer och tre kommuner. Städerna är Port of Spain (huvudstaden) och San Fernando. Kommunerna är Arima, Point Fortin och Chaguanas. Chaguanas den som växer fortast och är den största staden i staten. Då majoriteten av befolkningen bor på Trinidad är det också där majoriteten av alla städer ligger. Den största staden på ön Tobago är Scarborough.

### Politik
Vid självständigheten 1962 var befolkningsgrupperna av afrikanskt respektive indiskt ursprung ungefär lika stora, och detta förhållande har starkt påverkat den politiska processen i landet. Landet var vid självständigheten ett samväldesrike, men omvandlades till en republik 1976. Landet står kvar som medlem i Samväldet och är också medlem i den regionala sammanslutningen Karibiska gemenskapen. Partierna har huvudsakligen varit uppdelade längs etniska linjer där de så kallade afro-trinidadianerna har röstat på People’s National Movement, PNM medan de så kallade indo-trinidadianerna röstat på partier med indisk profil såsom United National Congress, UNC. I valet 2002 fick PNM en majoritet med 20 platser mot oppositionens 16 i parlamentet och Patrick Manning blev premiärminister. PNM vann valet igen 2007 då man fick 26 mandat mot oppositionens 15 (antalet ledamöter hade ökats till 41). Manning fortsatte som premiärminister och utlyste ett val i förtid redan 2010 som han dock förlorade stort  mot en koalition som kallade sig People’s Partnership med det indiska partiet som det ledande. Denna koalition vann 29 platser mot PNM som bara fick 12 och ny premiärminister blev Kamla Persad-Bissessar, som är av indisk härkomst och landets första kvinnliga regeringschef.

## Ekonomi och infrastruktur

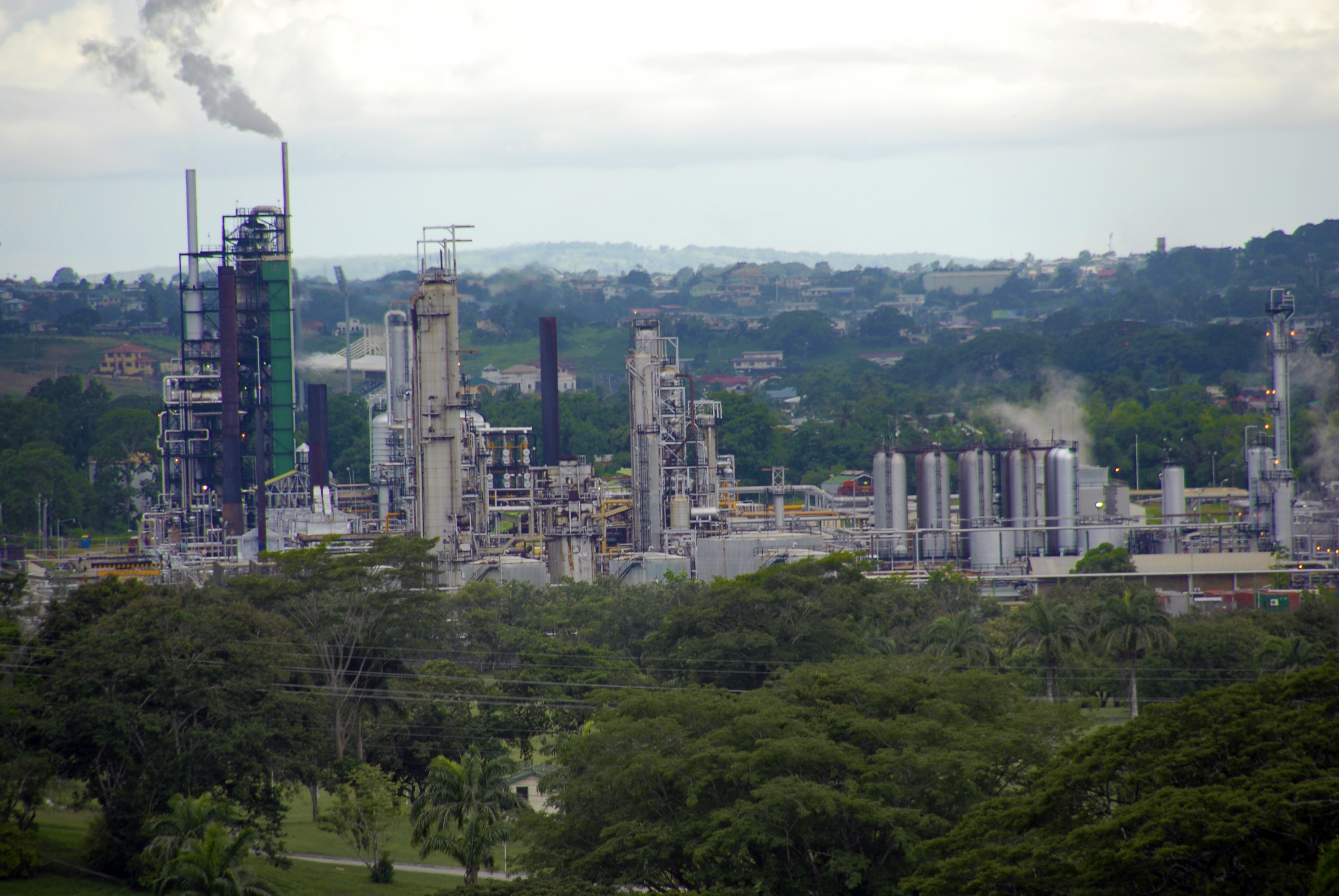
Oljeraffinaderi vid Pointe-à-Pierre på Trinidad.

Trinidads ekonomi är starkt beroende av petroleumindustrin. Turism och tillverkningsindustri är också viktiga för den lokala ekonomin. Turismen är en växande sektor, fast den inte är så viktig för Trinidad som för många andra av de västindiska öarna. Sockerrör var en gång en viktig gröda på Trinidad, men den kommersiella produktionen av det har minskat på senare tid. Ekonomin drar fördel av ett gott ledarskap och av ett stort överskott i handelsbalansen.
Trinidad och Tobago har fått rykte om sig att vara ett bra område för internationell företagsamhet. Den senaste tidens tillväxt i ekonomin har fått draghjälp av investeringar i flytande naturgas, petrokemiska produkter och stål. Nya petrokemiska projekt och projekt beträffande
plast och aluminium är på planeringsstadiet. Trinidad och Tobago är den ledande västindiska producenten av olja och gas, och landets ekonomi är starkt beroende av dessa resurser. Men landet har också tillverkningsindustri, speciellt för livsmedel och dryckesvaror, men också cement. Dessa produkter exporteras till andra västindiska öar. Olja och gas står för omkring 44 % av bruttonationalprodukten och 80 % av exporten, men bara för 5 % av sysselsättningen. Landet är också ett regionalt finanscentrum, och turismen är en tillväxtsektor, fast proportionellt är den inte så viktig som på många andra av de västindiska öarna.

### Turism
Bland landets turistmål hittas 
La Brea asfaltsjö nära San Fernando.

### Handel
2016 exporterade Trinidad och Tobago varor och tjänster värderat till 7,3 miljarder amerikanska dollar (USD) och importerade för 7,4 miljarder dollar. Exporterna bestod mest av petroleum och petroleumprodukter, flytande naturgas, metanol, ammonium, urea, stålprodukter, drycker, sädesslag och sädesslagsprodukter, kakao, fisk, konserverad frukt, kosmetika, rengöringsmedel samt plastförpackningar. Importerna bestod mest av fossila bränslen, smörjmedel, maskiner, transportutrustning, industriprodukter, mat, kemikalier samt levande djur.
Exportpartners 2015:
- USA 28,2 %
- Brasilien 7,1 %
- Argentina 6,3 %
- Chile 5,7 %
- Dominikanska republiken 5,5 %
- Barbados 5,3 %
- Jamaica 4,2 %

Importpartners 2015:
- USA 35,6 %
- Kina 6,8 %
- Gabon 6,6 %

### Infrastruktur

#### Utbildning
Utbildningen i landet är obligatorisk för barn mellan 6 och 13 år, och grundskolan är kostnadsfri. Skolsystemet är indelat i tre nivåer. Först finns en sjuårig primärskola, som huvudsakligen drivs av staten men också har ett betydande antal privata skolor. Därefter följer sekundärskolan, som är uppdelad i två huvudsakliga strukturer: en tre- plus tvåårig och en fem- eller sjuårig variant. Antagning till sekundärskolan sker genom ett prov i 11–12-årsåldern.
Högre utbildning erbjuds vid olika lärarutbildningsinstitutioner samt vid en filial av University of the West Indies. För att bli antagen till universitetet krävs att eleverna har genomfört de två sista åren i den sjuåriga sekundärskolan, den så kallade sixth form. Utbildningssystemet är fortfarande starkt präglat av det brittiska koloniala arvet. Särskilda satsningar görs för att öka antagningen till tekniska och medicinska utbildningar samt för att utöka skolplikten till 18 års ålder.
Läs- och skrivkunnigheten i landet är hög, med en total andel på 99,0 procent bland personer över 15 år enligt uppgifter från 2015. Bland män uppgår andelen till 99,2 procent, medan den för kvinnor ligger på 98,7 procent.

## Befolkning

### Demografi

#### Större städer
| De största städerna (2012) | De största städerna (2012) |
| -------------------------- | -------------------------- |
| Stad                       | Invånarantal               |
| Chaguanas                  | 79 400                     |
| San Fernando               | 57 600                     |
| San Juan                   | 56 500                     |

#### Minoriteter
Vid folkräkningen 2011 var den etniska tillhörigheten fördelad på följande sätt (officiella engelska termen i parentes):
| 35,43 % | ostindier (East Indian)                                              |
| 34,22 % | afrikansk (African)                                                  |
| 15,16 % | blandade - andra (Mixed - Other)                                     |
| 7,66 %  | blandade - afrikansk och ostindisk (Mixed - African and East Indian) |
| 6,22 %  | ej nämnt (Not Stated)                                                |
| 0,59 %  | vita (Caucasian)                                                     |
| 0,30 %  | kinesisk (Chinese)                                                   |
| 0,17 %  | annan etnisk grupp (Other Ethnic Group)                              |
| 0,11 %  | amerindiansk (Indigenous)                                            |
| 0,08 %  | syrisk/libanesisk (Syrian/Lebanese)                                  |
| 0,06 %  | portugisisk (Portuguese)                                             |

#### Migration
År 2016 uppgick nettomigrationen till -6,1 migranter per 1 000 invånare, vilket innebär att fler människor lämnade landet än vad som flyttade in.

### Religion
Vid folkräkningen 2011 var den religiösa tillhörigheten fördelad på följande sätt:
55,11 % av befolkningen var kristna.
| Religion                            | Befolkning | Andel   |
| ----------------------------------- | ---------- | ------- |
| Romersk katolicism                  | 285 671    | 21,6 %  |
| Hinduism                            | 240 100    | 18,15 % |
| Pentecostal/Evangelical/Full Gospel | 159 033    | 12,02 % |
| Ej nämnt                            | 146 798    | 11,1 %  |
| Annat                               | 96 166     | 7,27 %  |
| Baptist-Spiritual Shouter           | 75 002     | 5,67 %  |
| Anglikanism                         | 74 994     | 5,67 %  |
| Islam                               | 65 705     | 4,97 %  |
| Sjundedagsadventism                 | 54 156     | 4,09 %  |
| Presbyterian/Congregational         | 32 972     | 2,49 %  |
| Ingen                               | 28 842     | 2,18 %  |
| Jehovas vittnen                     | 19 450     | 1,47 %  |
| Baptist-Other                       | 15 591     | 1,18 %  |
| Orisha                              | 11 918     | 0,9 %   |
| Metodism                            | 8 648      | 0,65 %  |
| Rastafarianism                      | 3 615      | 0,27 %  |
| herrnhutister                       | 3 526      | 0,27 %  |
| Totalt                              | 1 322 546  | 100,0 % |

### Hälsa
| Hiv och aids          | 2015   |
| --------------------- | ------ |
| Andel av befolkningen | 1,22 % |
| Antal                 | 10 800 |
| Dödsfall per år       | 200    |
| Fetma                 | 2014   |
| Andel av befolkningen | 32,3 % |

## Kultur

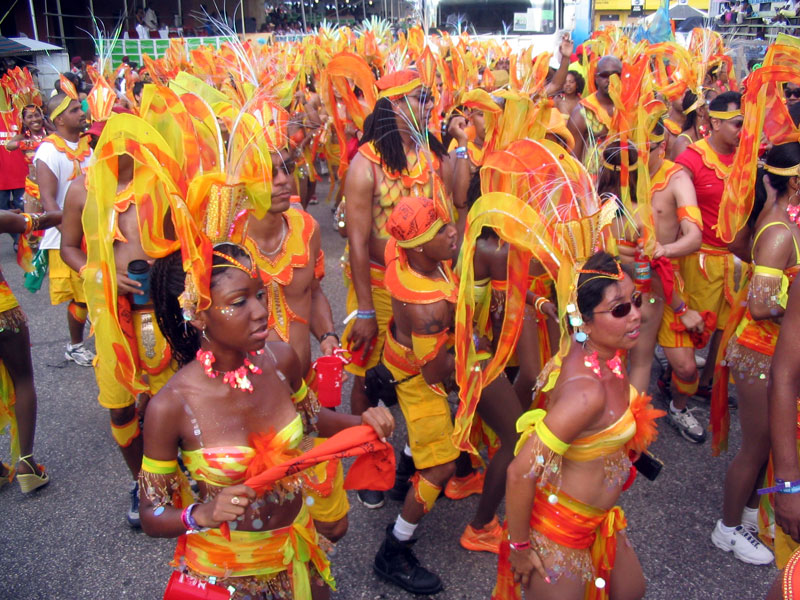
Maskeradtåg från karnevalen i Port of Spain.

### Konstarter

#### Musik
Den musik som på 2000-talet förekommer i landet återspeglar den kulturblandning som skett de senaste århundradena. Det afrikanska inslaget har varit grundläggande men detta har i hög grad modifierats genom kontakt med musik från Europa, Indien, övriga Västindien och USA. Calypso och steelband är två musikformer som även spridits internationellt.

### Karnevalen på Trinidad
Karnevalen på Trinidad är en av de största i världen och har inspirerat till liknande karnevaler i många länder. Den äger rum varje år dagarna före askonsdagen, alltså dagarna före fastetiden, främst i huvudstaden Port of Spain och i San Fernando. Karnevalens historia går tillbaka till slutet av 1700-talet då många fransmän eller kreoler flyttade till Trinidad, men dagens karneval skiljer sig radikalt från den ursprungliga. Tre huvudinslag idag är calypso, steelband och maskeradtåg.

### Sport
Cricket är den största publiksporten och landet var med och arrangerade världsmästerskapen i endagscricket 2007. De spelar med andra länder i Västindien med ett gemensamt lag. Även fotboll och golf är populära sporter. Landets fotbollslandslag kvalade för första gången in till Fotbolls-VM till VM i fotboll 2006. De har också haft många bra sprinters, bland annat Ato Boldon. Trinidad och Tobagos herrlag vann den avslutande stafetten på 4 x 400 m under Världsmästerskapet i Friidrott 2017 i London.

## Internationella rankningar
| Organisation                                | Undersökning                   | Rankning   |
| ------------------------------------------- | ------------------------------ | ---------- |
| Heritage Foundation/The Wall Street Journal | Index of Economic Freedom 2019 | 112 av 180 |
| Reportrar utan gränser                      | Pressfrihetsindex 2019         | 39 av 180  |
| Transparency International                  | Korruptionsindex 2018          | 78 av 180  |
| FN:s utvecklingsprogram                     | Human Development Index 2018   | 63 av 189  |